# Tineophoctonus tineaevorus
Tineophoctonus tineaevorus är en stekelart som först beskrevs av William Harris Ashmead 1887.  Tineophoctonus tineaevorus ingår i släktet Tineophoctonus och familjen sköldlussteklar. Inga underarter finns listade i Catalogue of Life.